# Friedrich Barnewitz
Friedrich Paul Karl Barnewitz (ur. 28 marca 1889 w Świerklańcu, zm. 7 lutego 1948 w Berlinie) – niemiecki archiwista i lokalny historyk.

## Życie
Friedrich Barnewitz urodził się jako syn dyrektora generalnego. W latach 1895–1898 pobierał prywatne lekcje, a następnie do 1902 roku uczęszczał do Gimnazjum Bismarcka w Wilmersdorfie. W latach 1903–1906 kształcił się w Szkole Pedagogicznej w Lankwitz oraz w Gimnazjum Królewskim w Weilburgu. W latach 1906–1910 Barnewitz studiował prawo w Berlinie i Lozannie. W 1911 roku uzyskał doktorat w Lipsku. Podróże zaprowadziły go do Skandynawii, Belgii i Holandii, gdzie prowadził studia historyczne, geograficzne i folklorystyczne. Kolejny doktorat uzyskał w Gießen w 1916 roku. Do 1945 roku pracował jako urzędnik i archiwista w Urzędzie Chemii Rzeszy w Berlinie.
Friedrich Barnewitz zmarł w Berlinie w 1948 roku w wieku 58 lat. Został pochowany na Cmentarzu Pamięci Cesarza Wilhelma w Westend. Grób nie zachował się.

## Praca w Warnemünde
Friedrich Barnewitz był członkiem założycielem Muzeum Historii Lokalnej w Warnemünde i członkiem zarządu lokalnego stowarzyszenia muzealnego. W 1914 r. w Warnemünde wygłosił wykład O tym, co najlepsze w muzeum w Warnemünde, sam także przekazał przedmioty i brał udział w powstaniu nowego gmachu muzeum przy Alexandrinenstraße w latach 1932/33. Był obecny na uroczystym otwarciu w 1933 roku. W 1919 został członkiem Stowarzyszenia Historii i Starożytności Meklemburgii. Stowarzyszenie Dolnoniemieckie w Warnemünde wybrało go na członka honorowego.

## Prace
- 1911: Charakter Unii Szwedzko-Norweskiej i jej rozwiązanie w 1905 (praca doktorska)
- 1916: Wkład w historię miasta portowego Warnemünde
- 1919: Historia miasta portowego Warnemünde

## Literatura
- Grete Grewolls: Wer war wer in Mecklenburg und Vorpommern. Das Personenlexikon. Hinstorff Verlag, Rostock 2011, ISBN 978-3-356-01301-6, S. 502.